# Церасинопс
Церасинопс (лат. Cerasinops) — род птицетазовых динозавров из семейства Leptoceratopsidae в составе клады неоцератопсий. Единственный вид — Cerasinops hodgskissi — описан по ископаемым остаткам из отложений формации Ту-Медисин в Монтане (США), датируемых кампанским ярусом верхнемелового отдела.
Это был небольшой растительноядный динозавр, анатомия и гистология которого позволяют предположить способность к бипедальному передвижению, что является необычной чертой для неоцератопсий.

## История открытия
Церасинопс был описан Брендой Чиннери и Джеком Хорнером в 2007 году по особи-голотипу MOR 300, полной на 80 %.
Родовое название Cerasinops происходит от лат. cerasinus — «вишнёвый», и др.-греч. ωψ [ops] — «морда, лицо». Это название относится к красным слоям местонахождения, где был обнаружен голотип, и тёмно-красному оттенку образца, а также включает прозвище Cera, под которым будущий голотип был известен более двух десятилетий. Видовое название hodgskissi дано в честь Уилсона Ходжскисса, на чьей земле был найден голотип.

## Классификация
Церасинопс принадлежит к Ceratopsia, группе четвероногих растительноядных рогатых динозавров, которые были распространены на территории Северной Америки и Азии. В этой группе он был определён как базальный член группы Neoceratopia, однако мнения относительно этого расходились. Так, иногда церасинопса называли членом Leptoceratopsidae, иногда — сестринским таксоном вышеупомянутого семейства, или же просто отмечали его как неоцератопса.